# جیم باب دوگار
جیم باب دوگار (انگلیسی: Jim Bob Duggar; زاده ۱۹۶۵-) شخصیت تلویزیونی، نویسنده و استاد دانشگاه آمریکایی است.
او در سال ۱۹۸۴ با همسرش میشل روراک ازدواج کرد و آنها اکنون ۱۹ بچه دارند. دوگار و همسرش همه بچه‌ها را به صورت طبیعی درست کرده‌اند و بسیاری از افراد آنها را مدلی برای یک خانواده خوب آمریکایی می‌دانند. خانواده او که رشد جمعیت آن‌ها از سرعت زیادی برخوردار است در "تانتیتاون" در شمال غربی "آرکانزاس" و در خانه‌ای ۷ هزار متری زندگی می‌کنند. همه فرزندان که نام همه آن‌ها با حرف "j" آغاز می‌شود در خانه درس می‌خوانند.